# Jana Boková
Jana Boková, née en 1948 à Prague (Tchécoslovaquie), est une documentariste et réalisatrice tchècoslovaque qui vit et travaille à l'étranger depuis son émigration en 1968. Elle est considérée comme une continuatrice du cinéma vérité dans le documentaire.

## Biographie
Elle a étudié l'histoire de l'art à l'université Charles de Prague. En août 1968, elle se rend à une rencontre internationale d'étudiants d'art à Albach en Autriche et ne revient jamais en Tchécoslovaquie. Elle émigre en France, où elle termine ses études à la Sorbonne à Paris - elle obtient un doctorat ès arts, spécialisé dans la photographie et le surréalisme. Elle se rend ensuite aux États-Unis, où elle photographie pour divers magazines tels que Rolling Stone.
De retour en Europe, elle étudie à Londres à la National Film and Television School. Son film de fin d'études a été supervisé par le célèbre cinéaste français Jean Rouch. En 1975, son premier film, Militia Battlefield, qui raconte la vie d'une chanteuse de bar et d'une strip-teaseuse à Londres, est distribué en France, reçoit un excellent accueil et remporte le premier prix du Festival international du jeune cinéma de Hyères. Elle a écrit et réalisé le film dramatique Hôtel du Paradis en 1986, qui a été présenté hors compétition au Festival de Cannes 1987. Depuis les années 1980, nombre de ses documentaires sont consacrés à la culture hispanique, le plus remarqué étant Havana en 1990. Elle a également réalisé des films sur Anthony Quinn (Quinn Running) et Eric Clapton (Eric Clapton & Friends), ainsi que deux longs métrages.
Elle vit à Buenos Aires en Argentine tout en faisant de nombreux séjours à Londres et à Paris et réalise ses films en anglais, français et espagnol ; elle a réalisé le documentaire en tchèque Bye Bye Shanghai, sur le sort des émigrés tchèques. En 2002, elle a fait l'objet d'une rétrospective à la Cinémathèque française de Paris et, en 2018, au Museo del Cine Pablo Ducrós Hicken (es) de Buenos Aires.
Le Festival international du film de Karlovy Vary a projeté son long métrage Diario para un cuento en 1999 et le documentaire Tango Salon en 2006. En 2012, ses films ont été projetés à la Cinémathèque nationale de Prague. La projection de ses films Havana et Tango Salon au centre tchèque de Londres en 2020 a été suivie d'une séance de questions-réponses avec Boková, animée respectivement par Alan Yentob et Leslie Megahey.

## Filmographie

### Réalisatrice de fictions
- 1986 : Hôtel du Paradis
- 1998 : Diario para un cuento

### Réalisatrice de documentaires
- 1975 : Militia Battlefield
- 1977 : Just one more war
- 1978 : Marevna and Marika
- 1978 : Living Room
- 1980 : Blue Moon
- 1980 : Quinn Running
- 1983 : Sunset People
- 1985 : An Andalucian Journey
- 1985 : Tango mio
- 1990 : Havana
- 1992 : An Argentinian Journey
- 1999 : Avignon
- 2000 : Mexico
- 2002 : Eric Clapton & Friends
- 2004 : Tango Salon
- 2008 : Bye Bye Shanghai